# Claudio Innella
Claudio Innella, vollständiger Name Claudio Gastón Innella Alderete, (* 23. November 1990 in Paysandú) ist ein uruguayischer Fußballspieler.

## Karriere
Der 1,85 Meter große Mittelfeldspieler Innella stand zu Beginn seiner Karriere mindestens ab der Apertura 2009 im Kader des seinerzeitigen uruguayischen Erstligisten Tacuarembó FC. In der Spielzeit 2009/10 kam er dort elfmal (kein Tor) in der Primera División zum Einsatz. In der Saison 2010/11 folgten abermals elf Erstligaspiele für die Norduruguayer. Dabei erzielte er einen Treffer. 2011 wechselte er innerhalb der Liga nach Montevideo zu River Plate Montevideo. In den Folgespielzeiten 2011/12, 2012/13 und 2013/14 werden für Innella insgesamt 45 Ligaeinsätze mit zwei persönlichen Torerfolgen (2011/12: 8 Spiele/kein Tor; 2012/13: 19/1; 2013/14: 18/1) bei River Plate Montevideo geführt. In der Saison 2014/15 wurde er 20-mal (kein Tor) in der Primera División und dreimal (kein Tor) in der Copa Sudamericana 2014 eingesetzt. Im Juli 2015 wurde er an Rivers Ligakonkurrenten Sud América ausgeliehen. In der Spielzeit 2015/16 bestritt er jedoch kein Pflichtspiel. Nach Saisonende kehrte er zunächst kurzzeitig zu River zurück und wechselte Anfang August 2016 zum Club Atlético Cerro. Nach einem Erstligaeinsatz (kein Tor) in der Saison 2016 absolvierte er bislang (Stand: 10. Februar 2017) bei den Montevideanern keine weiteren Pflichtspiele für das Profiteam.